# اوتمار شوخ
اوتمار شوخ (انگلیسی: Ottmar Scheuch؛ زادهٔ ۲۹ نوامبر ۱۹۵۴) بازیکن فوتبال اهل آلمان است.
از باشگاه‌هایی که در آن بازی کرده‌است می‌توان به باشگاه فوتبال بوخوم اشاره کرد.